# Sociedad Deportiva Lemona
La Societat Esportiva Lemoa és un club de futbol del poble de Lemoa a Biscaia (País Basc). Va ser fundat el 1923 i juga a la Segona Divisió B d'Espanya.

## Història
La Societat Esportiva Lemoa va néixer a 1923. Tot i ser el club d'una localitat molt petita (Lemoa té poc més de 3.000 habitants), ha aconseguit arribar fins Segona B, en part gràcies al patrocini de l'empresa Ciments Lemoa, una important empresa cimentera radicada a la mateixa localitat. A causa d'això reben el sobrenom decimenteres. Encara que el poble va deixar fa alguns anys de dir Lemoa i va adoptar oficialment el nom deLemoa, que és el nom en llengua basca del poble; l'equip de futbol segueix mantenint la denominació en castellà de la població en part a causa de la seva vinculació ambCiments Lemona.
El primer ascens a tercera ho va aconseguir el 1977, ja que fins llavors havia competit sempre en categories regionals. El 1985 va tornar a caure a categoria regional, però la seva recuperació va ser espectacular, ja que va aconseguir dos ascensos consecutius i en la temporada 1987-88 va debutar en Segona B.
El Lemoa va mantenir la categoria durant 12 temporades, sent el seu major èxit la classificació el 1997 per als play-offs d'ascens a Segona, on va ser clarament superat en lligueta pel Xerez CD, Sporting B i At.Gramenet.
Després de perdre la categoria el 1999, durant 5 anys el Lemoa va lluitar infructuosament per tornar a la Segona B, classificant sempre entre els 4 primers de la taula i caient en els play-off d'ascens. El 2004, al cinquè intent, el Lemoa va recuperar la categoria.
Actualment milita en el Grup I de la Segona Divisió B d'Espanya.
Va desaparèixer el juliol de 2012 per problemes econòmics.

## Uniforme
- Uniforme titular: Samarreta Roja i vermella, pantalons negres i mitges negres.

## Estadi
Estadi Arlonagusia, amb capacitat per a 1.500 persones.

## Dades del club
- Temporades a 1a: 0
- Temporades a 2a: 0
- Temporades a 2a B: 17 (Actual)
- Temporades a 3a: 14
- Millor posició a la lliga: 6a (Segona Divisió B d'Espanya temporada 08-09)
- Pitjor posició a la lliga: 20a (Tercera divisió espanyola temporada 79-80)

## Entrenadors
- Iñaki Alonso (2006-2007)
- Javier Etxebarria (2007-2009)
- Aitor Larrazabal (2009-(2016)

## Palmarès

### Tornejos nacionals
- Tercera divisió espanyola (2): 2001-02, 2002-03